# Szaíd Gándí
Szaíd Gándí (arabul: سعيد غاندي; Casablanca, 1948. augusztus 16. –) marokkói válogatott labdarúgó.

## Pályafutása

### Klubcsapatban
1959 és 1979 között a Raja Casablanca játékosa volt. 

### A válogatottban
1966 és 1974 között szerepelt a marokkói válogatottban. Részt vett az 1970-es világbajnokságon.

## Külső hivatkozások
- Szaíd Gándí adatlapja a National-Football-Teams.com oldalon (angolul)

- Szaíd Gándí adatlapja a worldfootball.net oldalon (angolul)